# Martin Schröder (Soziologe)

Martin Schröder (2021)

Martin Schröder (* 1. März 1981) ist ein deutscher Soziologe. Er ist seit Dezember 2022 Professor für Soziologie mit Schwerpunkt Europa an der Universität des Saarlandes, nachdem er zuvor Professor für die Soziologie der Wirtschaft und Arbeit an der Philipps-Universität Marburg war. Seine Forschungsschwerpunkte sind soziale Ungleichheit und Gerechtigkeitsvorstellungen, empirische Genderforschung, Kapitalismusvarianten und Wohlfahrtsregime im internationalen Vergleich, sowie der Einfluss moralischer Argumente auf wirtschaftliches Handeln.

## Leben
Martin Schröder absolvierte ein Auslandsjahr in den USA sowie seinen Zivildienst in Belgien. In Osnabrück studierte er Europäische Studien und war dabei als Gaststudent in Spanien und ein Jahr an der Sciences Po Paris.
Schröder war ab 2006 für drei Jahre Doktorand am Max-Planck-Institut für Gesellschaftsforschung in Köln. Er promovierte bei Wolfgang Streeck über das Thema, wie Unternehmensentscheidungen von moralischen Argumenten beeinflusst werden und war währenddessen Gastdoktorand am Soziologiedepartment der Harvard University bei Frank Dobbin. Daraufhin war er Postdoc am Center for European Studies der Harvard University und wissenschaftlicher Mitarbeiter von Prof. Louis Chauvel an der Universität Luxembourg. Im April 2013 wurde er Juniorprofessor am Institut für Soziologie in Marburg und 2016 dort zum W2-Professor für Wirtschaftssoziologie berufen. Im Wintersemester 2016/17 hatte er ein Forschungsfreisemester am Max Planck Sciences Po Center in Paris. Im Dezember 2022 wechselte er auf eine W3-Professur Soziologie mit Schwerpunkt Europa an der Universität des Saarlandes.
Die Typologie der Varieties of Capitalism und die Wohlfahrtsstaatentypologie von Esping-Andersens wurden von Martin Schröder zu einer umfassenden Kapitalismustypologie zusammengefasst.
Martin Schröder leitet zusammen mit Mark Lutter ein vom BMBF gefördertes Projekt zum Einfluss der wissenschaftlichen Produktivität auf den beruflichen Erfolg in der Wissenschaft. Dabei fanden sie mithilfe ihrer eigens aufgebauten Paneldatenbank heraus, dass Frauen bei der Vergabe von Soziologie-Professuren anscheinend positiv diskriminiert werden: bei gleicher wissenschaftlicher Produktivität (vor allem gemessen an der Anzahl und der Art der Publikationen) haben Frauen im Vergleich zu Männern eine 40 % höhere Chance auf eine Professur.
In Fachartikeln legte Schröder dar, dass Menschen mehr Ungleichheit für gerecht halten, wenn es in ihrem Leben tatsächlich mehr Ungleichheit gibt und dass Menschen vergleichsweise unzufriedener sind, wenn es in ihrem eigenen Land mehr Ungleichheit als vorher gibt, nicht jedoch, wenn sie in einem Land leben, das mehr Ungleichheit als ein anderes Land hat.
Mediale Aufmerksamkeit erregte 2018 Schröders Befund anhand des Sozio-oekonomischen Panels, dass Väter desto zufriedener sind, je länger sie arbeiten, wohingegen die Lebenszufriedenheit von Müttern nicht mit deren Arbeitsstunden zusammenhängt. Weitere Auswertungen des SOEPs ergaben, dass es in Bezug auf Einstellungsunterschiede keine Generation Y gibt und generell vermeintliche Generationeneffekte eher mit Alters- und Periodenveränderungen zu erklären sind; und dass eine Präferenz für die AfD vor allem mit Sorge vor Zuwanderung zu erklären ist, jedoch nicht damit, dass AfD-Sympathisanten wirtschaftlich schlechter gestellt sind oder sich so fühlen.
Sein erstes populärwissenschaftliches Buch Warum es uns noch nie so gut ging und wir trotzdem ständig von Krisen reden (2019) argumentiert, dass das Leben in der Welt und in Deutschland nach empirischen Maßstäben wie Wohlstand, Lebenserwartung, Demokratisierung, Kriegstote und Lebenszufriedenheit in fast jeder Hinsicht besser wird, doch kaum jemandem dies klar ist.
Sein zweites populärwissenschaftliches Buch Wann sind wir wirklich zufrieden? Überraschende Erkenntnisse zu Arbeit, Liebe, Kindern, Geld. (2020) zeigt, unter welchen Umständen Menschen mit ihrem Leben zufrieden sind. Viele Erkenntnisse darin sind überraschend, so beispielsweise, dass Kinder nicht mit Lebenszufriedenheit einhergehen, dass Geld nur dann zufrieden macht, wenn man bisher wenig davon hat, auch weil man sich an mehr Geld sehr schnell gewöhnt, dass kaum etwas so stark mit niedriger Zufriedenheit einhergeht, wie wenig Schlaf und schlechte Gesundheit, dass Geselligkeit in fast jeder Form mit Zufriedenheit einhergeht, dass mit dem Alter die Zufriedenheit eher zurückgeht, man sich aber an fast alles gewöhnt und beispielsweise einige Jahre nach einer Heirat, dem Verlust eines Partners oder einer Behinderung fast so zufrieden ist wie zuvor. Das Werk wurde mit der österreichischen Auszeichnung Wissenschaftsbuch des Jahres versehen.

## Veröffentlichungen
- Wann sind wir wirklich zufrieden? Überraschende Erkenntnisse zu Arbeit, Liebe, Kindern, Geld. C. Bertelsmann, München 2020. ISBN 978-3-570-10405-7.
- Warum es uns noch nie so gut ging und wir trotzdem ständig von Krisen reden. Benevento, Salzburg, München 2019. ISBN 978-3-7109-0058-7.
- Wann sind Frauen wirklich zufrieden? Überraschende Erkenntnisse zu Partnerschaft, Karriere, Kindern, Haushalt. C. Bertelsmann, München 2023. ISBN 978-3-570-10464-4.